# 三遊亭青森
三遊亭 青森（さんゆうてい あおもり、1990年9月27日 - ）は、落語協会所属、三遊亭白鳥門下の落語家。

## 経歴
2014年7月、三遊亭白鳥に入門。翌年5月21日、前座となる。前座名「あおもり」。
2019年2月11日に金原亭馬太郎、柳家あお馬と共に二ツ目昇進。「青森」と改名。

## 芸歴
- 2014年7月∶三遊亭白鳥に入門。
- 2015年5月∶前座となる、前座名「あおもり」。
- 2019年2月∶二ツ目昇進、「青森」と改名。

## 受賞歴
- 2022年　渋谷らくご優秀賞 たのしみな二つ目賞[2]
- 2023年　第2回プリモ芸術コンクール落語部門 グランプリ[3][4]
- 2023年　渋谷らくご大賞 おもしろい二つ目賞[5]
- 2025年　令和6年度花形演芸大賞 銀賞[6]